# Парфёновский район
Парфёновский район — административно-территориальная единица в составе Западно-Сибирского и Алтайского краёв, существовавшая в 1935—1963 годах. Центр — село Парфёново.
Был образован 18 января 1935 года в составе Западно-Сибирского края под названием Моховский район. 10 мая 1936 года переименован в Парфёновский район.
С 28 сентября 1937 года район входил в состав Алтайского края.
По данным 1940 года Парфёновский район делился на 12 сельсоветов: Боровский, Дубровский, Зелено-Рощинский, Зиминский, имени Кирова, Моховский, Парфёновский, Песчановский, Плоско-Семенцовский, Рожне-Логовский, Савинский, Серебряковский.
1 февраля 1963 года Парфёновский район был упразднён, а его территория разделена между Топчихинским, Алейским и Ребрихинским районами.